# プレースメントテスト
プレースメントテストは 、 テスト対象者の既存の知識を評価し、対象者がどのコースで開始するのが最も適したレベルかを決定するために行われる。 
米国を含む多くの国では、どのレベルの授業を受ける必要があるかを判断するために、 中学校や高校に進学した学生が数学などの科目でプレースメントテストを受けることは珍しくない。 一般的には、学生はその後、彼らが入学することを承認されたクラスによって決定された追跡システムに置かれる 。たとえば、音楽理論の入学生で、典型的な新入生の知識よりもその領域にいて進んでいる場合、アドバンスクラスに置かれる。 アドバンストプレースメント 、 国際バカロレア 、SAT (大学進学適性試験) 、およびBritish Advanced Levelなどの試験の高得点は、新入生が通常履修するクラスよりもアドバンスクラスに入ることを可能にする。 

## 日本の大学
大学入試が多様化し、AO入試、帰国子女入試、社会人入試、編入学入試、公募制推薦入試、指定校推薦入試、一般入試、センター試験利用入試、といった異なる選抜方法で入学する学生の、入学時のスタートラインが同じとは限らない。そこで、入学時の学力を把握するため、入学式前後のオリエンテーションなどに、プレースメントテストを実施する大学がある。
大学受験予備校各社が、大学支援プログラムと称して提供している。試験問題の作成、採点、講評（フィードバック）作成、クラス分けまでを、大学に変わって実施する。